# Baikal-Booster

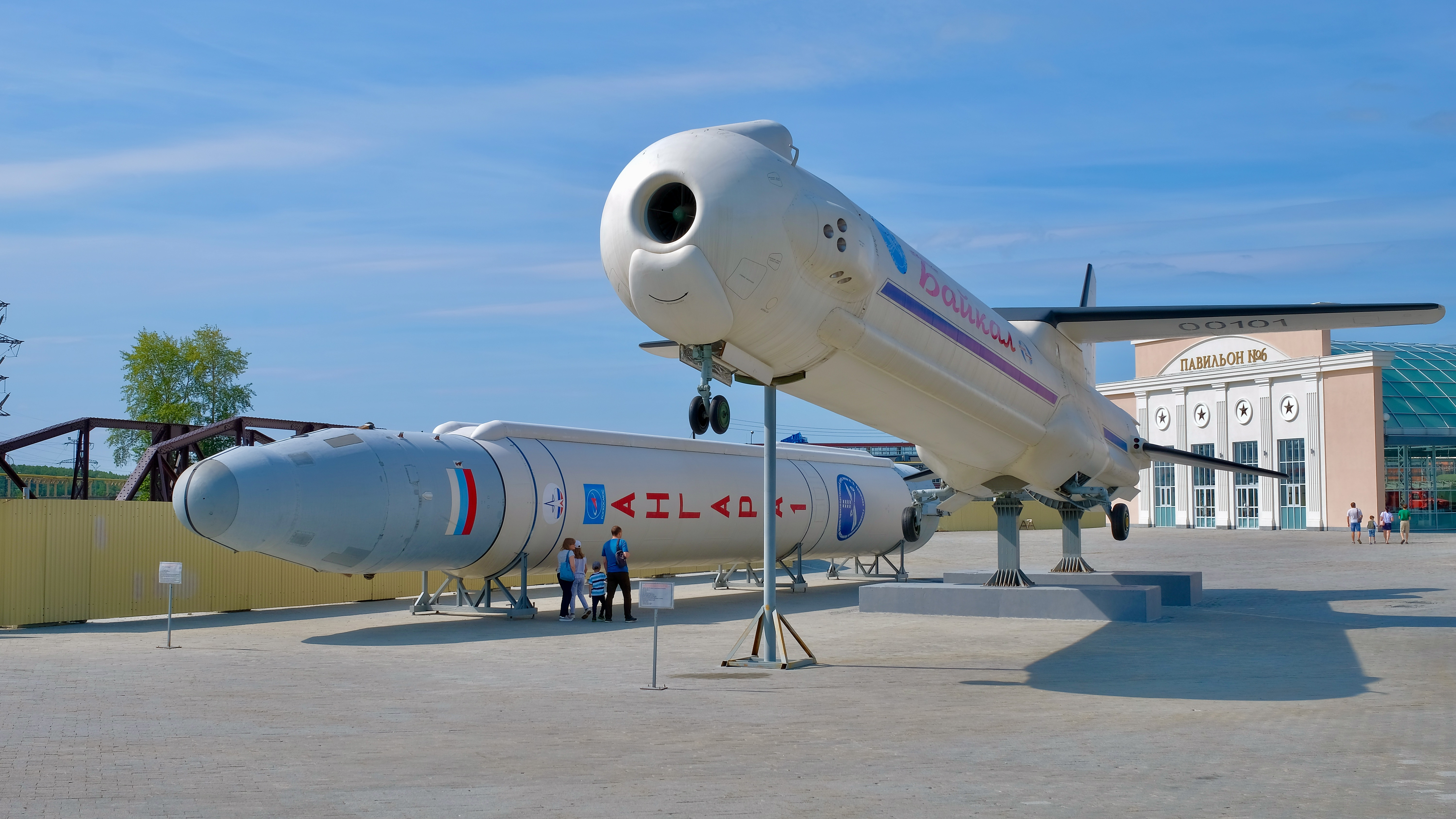
Mockup eines Angara (links)- und Baikal-Boosters

Der Baikal-Booster (Байкал), benannt nach dem Baikalsee, war ein 2001 vorgestellter Entwurf eines wiederverwendbaren Flyback-Boosters für die Angara-Raketenfamilie, basierend auf einer Angara-Raketenstufe. Es wurde von der Molniya Research and Industrial Corporation (NPO Molnija) für das GKNPZ-Chrunitschew-Raumfahrtzentrum entworfen, wobei es das Kontrollsystem für den Buran-Orbiter benutzen sollte.
Ein ähnlicher Entwurf ist Adeline von Airbus Defence and Space.

## Beschreibung
Der Booster wäre mit einem RD-191-Raketentriebwerk ausgestattet, das Kerosin und flüssigen Sauerstoff verbrennt, um ungefähr 200 Tonnen Schub zu liefern. Mit einem Flügel, der während der Booster-Phase des Fluges parallel zum Rumpf des Fahrzeugs gelagert wird. Nach der Trennung von der zweiten Stufe der Angara-Trägerrakete in einer Höhe von etwa 75 Kilometern würde sich der Flügel der Baikal um 90 Grad drehen. Sobald der Booster Unterschallgeschwindigkeiten erreicht, wird eine Kehrtwende durchgeführt und ein luftatmendes Klimow RD-33-Düsentriebwerk in seinem Nasenabschnitt wird gestartet, um zu seinem Startplatz zurückzufliegen und eine angetriebene horizontale Landung auf der Landebahn durchzuführen. Abgesehen von wirtschaftlichen Vorteilen reduziert sich das Risiko herunterfallendem Weltraumschrott erheblich. Die Reduzierung dieses Risikos war hilfreich, da die Angara-Raketen vom Kosmodrom Plessezk im Landesinneren starten. Auch mehrere gebündelte Baikal-Booster für die Angara A3 und Angara A5 waren angedacht. Das Bugfahrwerk entsprach dem der MiG-29, das kompakte Hauptfahrwerk dem der MiG-23.
Neben der Kostenersparnis war weiteres Entwicklungsziel, nicht mehr eine große Einschlagszone für die abstürzende erste Stufe freihalten zu müssen. In anderen Staaten lässt man die Raketenstufen ins Meer stürzen, was für den Kontinentalstaat Russland geographisch schwierig ist. Seine meistgenutzten Raketenstartbahnhöfe liegen im Landesinnern. Die Reichweite bei der Rückkehrphase sollte 384 km betragen, die Fluggeschwindigkeit 490 km/h, die Landegeschwindigkeit 280 km/h, der nötige Auslauf auf der Landebahn 1200 Meter.

## Entwicklung

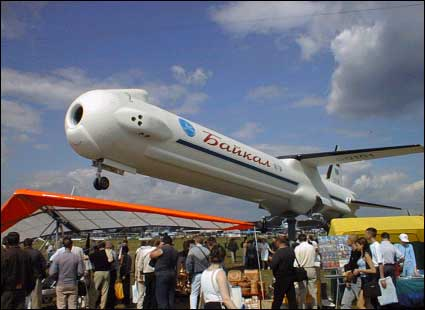
Mockup eines Baikal-Boosters auf der Paris Air Show

Die Idee selbst basierte auf der Idee der Energija-2, eines Projekts für eine wiederverwendbare Energija-Rakete, deren auf der Zenit basierenden Booster ebenfalls wiederverwendbar ausgelegt waren. Die erste Generation der Booster sollte an Fallschirmen zur Landung kommen, in einer zweiten Entwicklungsphase war faktisch die Auslegung der Baikal vorgesehen.
Im Juli 2001 wurde auf der Pariser Luftfahrtschau ein maßstabsgetreues Modell des Baikal-Boosters ausgestellt. Bis Juni 2016 war die Entwicklung im Wesentlichen abgeschlossen, aber aufgrund der niedrigen erwarteten Startrate fehlte die Finanzierung für die Herstellung eines fliegenden Prototyps des Boosters.